# Georg Brandt (General)
Georg Brandt (* 24. August 1876 in Woltersdorf; † 21. April 1945 in Berlin) war ein deutscher General der Kavallerie. Sein Sohn war die spätere Reiterlegende und postum ernannten Generalmajor Heinz Brandt.

## Leben
Er war der Sohn des Woltersdorfer Rittergutsbesitzers Julius Brandt und Nachkomme von Landwirten aus der Nähe von Magdeburg.
Nach dem Besuch des Gymnasiums in Magdeburg trat er im September 1894 als Fahnenjunker seine militärische Laufbahn in das Dragoner-Regiment 15 an. Ende Januar 1896 wurde er hier zum Leutnant befördert und war ab 1900 im ostasiatischen Reiter-Regiment. Im Jahre 1904 gehörte Georg Brandt zur deutschen Besatzungsbrigade in China. Von 1905 bis 1908 war er an der Kriegsakademie und ab 1909 für zwei Jahre zum Großen Generalstab kommandiert. Im November 1911 wurde er, ab 20. März 1911 Major, Eskadronchef im Dragoner-Regiment 11. 1915 wurde er in den Generalstab versetzt. Es folgten Kommandierungen in die 9. Kavallerie-Division, in das Kavallerie-Korps Schmettow, in die 56. Infanterie-Division und als Chef des Stabes im Generalkommando 63. Vom 12. August 1919 bis April 1920 war er Kommandeur des Dragoner-Regiments 11.
Nach dem Krieg übernahm er 1920 das 2. Reiter-Regiment und wurde 1921 Chef der Inspektion der Kavallerie (In 3) im Reichswehrministerium in Berlin. Von 1925 bis 1928 war er als Oberst (Beförderung am 1. April 1925) Kommandeur des 3. Reiter-Regiments. 1929 übernahm er die 1. Kavallerie-Division. Ab 1. Dezember 1929 war er Inspekteur der Kavallerie. Ende Januar 1931 nahm er als Generalleutnant (Beförderung am 1. Februar 1930) seinen Abschied.
Bei Beginn des Zweiten Weltkrieges wurde Brandt wieder reaktiviert und am 15. August 1939 zum Kommandeur des Grenzschutzabschnittskommandos 3 (Oberschlesien) ernannt, mit welchem er beim Überfall auf Polen eingesetzt war. Nach dem Überfall auf Polen wurde im Oktober 1939 aus dem Grenzschutzabschnittskommando 3 das Höhere Kommando XXXIII, welches Brandt als Kommandierender General übernahm. Dieses wurde später an die Westfront verlegt und nahm im Rahmen der 7. Armee am Westfeldzug teil. Unter seinem Kommando wurde am 20. Juni 1940 die französische Stadt Mülhausen besetzt. Danach erfolgte zusammen mit dem Stab des Höheren Kommandos XXXVI die Versetzung nach Norwegen, wo im Dezember 1940 seine Beförderung zum General der Kavallerie erfolgte. Am 30. April 1942 wurde er abkommandiert. Am 31. August 1942 wurde kurz nach seinem 66. Geburtstag seine mobile Verwendung aufgehoben. Kurz vor Ende des Zweiten Weltkrieges nahm er sich während der Schlacht um Berlin in der Stadt das Leben.